# Liste der Monuments historiques in Malaussène
Die Liste der Monuments historiques in Malaussène führt die Monuments historiques in der französischen Gemeinde Malaussène auf.

## Liste der Objekte
| Bezeichnung                                                       | Beschreibung | Standort | Kennzeichnung | Schutzstatus | Datum | Bild |
| ----------------------------------------------------------------- | --- | -------- | ------------- | ------------ | ----- | ---- |
| Gemälde L’Assomption de la Vierge                                 | Ölgemälde von Guglielmo Thaone, 1714; in der Kirche Notre-Dame de l’Assomption                                                        | (Lage)   | PM06003850    | Inscrit      | 2014  |      |
| Gemälde Saint Michel Archange und Saint Pierre délivré par l’Ange | zwei Ölgemälde von Guglielmo Thaone, 1714, Saint Pierre délivré par l’Ange nach Simon Vouet; in der Kirche Notre-Dame de l’Assomption | (Lage)   | PM06003851    | Inscrit      | 2014  |      |
| Gemälde L’Adoration du Sacré-Coeur                                | Ölgemälde, Mitte des 18. Jahrhunderts; in der Kirche Notre-Dame de l’Assomption                                                       | (Lage)   | PM06003852    | Inscrit      | 2014  |      |